# Office du Saint-Sacrement
L’Office du Saint-Sacrement est un ensemble de prières de dévotion, ayant pour but de promouvoir le salut du Saint-Sacrement. Il se consacre aux célébrations tant pour la messe que pour les offices, que l'Église catholique intégra dans son rite romain. À la suite de l'institution de la Fête-Dieu au XIIIe siècle, trois versions de l'office du Saint-Sacrement étaient en usage. Depuis la Contre-Réforme, c'est la troisième version, dont l'origine est attribuée aux textes de saint Thomas d'Aquin, que l'Église catholique utilise.

## Répertoire des prières en faveur de l'office du Saint-Sacrement
Dans le rite romain, cette hymne était singulièrement utilisée au Moyen Âge tant pour l'élévation que pour l'adoration du Saint-Sacrement. Son origine est indépendante et un peu plus ancienne que d'autres hymnes :
- Ave verum corpus (hymne)

À la suite de l'institution de la Fête-Dieu au XIIIe siècle, des œuvres furent écrites tant pour la messe solennelle que pour la liturgie des Heures de cette fête :
1. office du Saint-Sacrement de sainte Julienne de Cornillon (dit Office A ou Animarum cibus selon l'incipit[cc 1], liturgie locale de Liège)
2. office du Saint-Sacrement réservé aux monastères (dit Office B ou Sapiencia ædificavit sibi[cc 2])
3. office romain du Saint-Sacrement (dit Office C ou Sacerdos in æternum[cc 3] [texte en ligne (édition critique 1998)] ; [Breviarium Romanum ad usum cleri Basillicæ Vaticanæ Clementis X (1674)])

L'origine de ce dernier qui reste en usage est aujourd'hui attribuée à la composition de saint Thomas d'Aquin, notamment
- Lauda Sion (séquence de la Fête-Dieu)
  - son extrait Ecce panis anglelorum (strophes XXI - XXIV)

D'autres hymnes de Thomas d'Aquin, surtout en extrait, sont plus largement en usage, à partir de la réforme liturgique selon le concile de Trente. Il s'agit des compositions en faveur des offices les plus importants de la liturgie des Heures dans la journée. Dès ces hymnes, des extraits convenables, qui contiennent la doxologie, furent établis :
- Sacris solemniis (hymne pour l'office des matines)
  - extrait Panis Angelicus (strophes VI et VII)
- Verbum supernum prodiens (hymne pour l'office des laudes)
  - extrait Ô salutaris Hostia (strophes V et VI)
- Pange lingua (hymne pour l'office des vêpres)
  - extrait Tantum ergo (strophes V et VI)

Encore d'autres chants sont-ils en usage, en raison de leur lien avec le Saint-Sacrement :
- Adoro te devote (poésie chrétienne), de nos jours de même attribuée à Thomas d'Aquin
- Ubi caritas (hymne destinée au Jeudi Saint qui commémore la Cène[1])
- Anima Christi (poésie chrétienne du XIVe siècle)
- Laudate Dominum, omnes gentes (Psaume 117 (116))

## HymnePange lingua
Trouvée dans le dit Office C du Saint-Sacrement, qui fut définitivement fixé dans le rite romain après le concile de Trente, cette hymne de saint Thomas d'Aquin est chantée au Jeudi Saint, à la fin de la célébration, en tant que répons du Saint-Sacrement  (p. 57 - 58). De nos jours, les strophes V et VI Tantum ergo sont souvent chantées lors de l'Adoration du Saint-Sacrement, quel que soit le temps liturgique. 
| latin | français |
| --- | --- |
| I. Pange lingua gloriosi corporis mysterium, Sanguinísque pretiosi, quem in mundi pretium Fructus ventris generosi, Rex effudit gentium. II. Nobis datus, nobis natus ex intacta Virgine, Et in mundo conversatus, sparso verbi semine, Sui moras incolatus miro clausit ordine. III. In supremæ nocte cenæ recumbens cum fratribus, Observata lege plene cibis in legalibus, Cibum turbæ duodenæ se dat suis manibus. IV. Verbum caro panem verum verbo carnem efficit; Fitque sanguis Christi merum, et, si sensus deficit, Ad firmandum cor sincerum sola fides sufficit. | 1) Chante, ma langue, le mystère de ce corps très glorieux et de ce sang si précieux que le Roi des nations, issu d'une noble lignée, versa pour le prix de ce monde. 2) Fils d'une mère toujours vierge, né pour nous, à nous donné, et dans ce monde ayant vécu, Verbe en semence semé, il conclut son temps d'ici-bas par une action in comparable. 3) La nuit de la dernière Cène, à table avec ses amis, ayant pleinement observé la Pâque selon la loi, de ses propres mains, il s'offrit en nourriture aux douze Apôtres. 4) Le Verbe fait chair, par son verbe, fait de sa chair le vrai pain ; le sang du Christ devient boisson ; nos sens étant limités, c'est la foi seule qui suffit pour affermir les cœurs sincères. |

Ici, le célébrant fait l'encensement du Saint-Sacrement. Pour la bénédiction qui finit la célébration de l'Adoration, on chante fréquemment seules ces strophes V et VI.
| latin | français |
| --- | --- |
| V. Tantum ergo Sacramentum veneremur cernui, Et antiquum documentum novo cedat ritui ; Præstet fides supplementum sensuum defectui. VI. Genitori, Genitoque laus et iubilatio, Salus, honor, virtus quoque sit et benedictio ; Procedenti ab utroque compar sit laudátio. Amen. | 5) Ce sacrement est admirable ! Vénérons-le humblement et qu'au précepte d'autrefois succède un rite nouveau. Que la foi vienne suppléer à nos sens et à leurs limites. 6) Au Père, au Fils, notre louange, l'allégresse de nos chants : salut, et puissance, et honneur et toute benediction. À l'Esprit du Père et du Fils, égale acclamation de gloire. Amen. |

- Partition et exécution en ligne :

1. Pange lingua gloriosi corporis mysterium (texte : Thomas d'Aquin) : [écouter en ligne]
2. Pange lingua gloriosi proelium certaminus (texte : Venance Fortunat selon la tradition[5]) : [écouter en ligne]

Cette deuxième et ancienne version, proelium certaminus, qui est affectée à Venance Fortunat, était en usage dans le missel romain jusqu'à la Contre-Réforme. Ainsi elle se trouve dans le Missale romanum peroptime (1507), pour le Vendredi Saint Feria VI Parasceve (folio LXXVIII ). Concile de Trente tenu, mais encore le Missale romanum nunc quidem (1558) employait cette ancienne version , en attendant que le pape Pie V ne fasse sortir son missel romain tridentin en 1570. 
Il est à remarquer que la Fête-Dieu est un jeudi, depuis son institution à Liège,. En effet, la vision que vit l'institutrice sainte Julienne de Cornillon au XIIIe siècle était l'absence d'une fête liturgique, symbolisée par une lune avec une opaque. Cette fête doit compléter le Jeudi Saint, qui est modestement célébré au milieu de la Semaine Sainte, de sorte que les fidèles puissent s'accroître davantage leur foi devant le Corpus Domini, Saint-Sacrement. C'est la raison pour laquelle l'hymne Pange lingua, qui se trouve, à l'origine, dans l'office du Saint-Sacrement, est chantée au Jeudi Saint aussi, en mémoire de la Cène (voir la strophe III).

## Histoire

### Origine

#### Adoration et élévation
En admettant que la Fête-Dieu ait tardivement été instituée dans le calendrier liturgique au XIIIe siècle, l'origine de l'adoration se trouve dans la tradition du catholicisme ancien. Ainsi, la Laus perennis était une adoration perpétuelle pratiquée aux monastères, par exemple au monastère royal de Saint-Denis sous le règne de Dagobert Ier († 639), si le sujet n'était pas le Saint-Sacrement. Puis dans la tradition du christianisme, l'adoration de la sainte Croix fut établie, ce qui reste tout à fait dans la liturgie du Vendredi Saint, avec le chant tel l’Adoro te domine Iesu Christe in cruce ascendentum, qui comptait de nombreuses variantes de texte. L'origine de ce chant remonte au IXe siècle dans le royaume carolingien. 
En ce qui concerne l'adoration du Saint-Sacrement, il fallait attendre un avancement de la théologie pour l'hostie. Si la liturgie locale de Liège, première Fête-Dieu instituée en 1246, devint très rapidement fête universelle de l'Église romaine, c'était grâce à cette évolution du XIIIe siècle. Notamment, le quatrième concile du Latran, tenu en 1215 sous le pontificat d'Innocent III, favorisait la pratique de l'adoration du Saint-Sacrement. Ce concile avait en effet déclaré : I. un seul Dieu dans la Trinité ; II. une seule Église universelle à laquelle la présence de Jésus-Christ est perpétuelle en tant que prêtre et victime, et en forme du corps et du sang à l'autel, sous les espèces (apparences sensibles) du pain et du vin ; pour cela, le terme transsubstantiation était pour la première fois formellement adopté ; XX. le saint chrême et l'eucharistie enfermés sous la clef, dans toutes les églises.
Une amélioration de la liturgie précédait ce concile. L'évêque de Paris Odon de Sully († 1208) était connu en raison de sa règle élevant l'hostie lors de la consécration. À la suite du concile, d'une part dans la messe, était habituelle l'élévation de l'hostie, qui devint totalement le corps du Christ au moment de la consécration. D'autre part, l'hostie se conserve dorénavant dans la Tabernacle. Telles étaient les évolutions avant que la Fête-Dieu ne soit officialisée.

#### Chant
En ce qui concerne la pratique musicale, l'office du Saint-Sacrement profitait, assez vraisemblablement, des mélodies qui existaient déjà. Par exemple, le manuscrit latin 1143 de la bibliothèque nationale de France (début du XIVe siècle) est remarqué de pleine de notes, effectuées par un autre copiste ayant pour but de préciser les origines de mélodies adoptées. Mais l'usage de ces chants dans l'office du Saint-Sacrement ne fut établi que tardivement. Il existait en effet une hymne appréciée et consacrée à l'eucharistie. Il s'agissait de l'hymne Ave verum corpus, qui était en usage tant pour l'élévation que pour l'Adoration eucharistique, et qui restait quasiment unique jusqu'à la fin du XIVe siècle. Si son origine reste floue, il s'agirait d'un fruit d'un mouvement spirituel et littéraire à la fin du Moyen Âge. Sa première trace se trouve en Italie du Nord dans la seconde moitié du XIIIe siècle, contemporaine à l'office du Saint-Sacrement. Avant que ce dernier ne devienne universel, c'était cette hymne qui fit établir l'usage pour le Saint-Sacrement. Ainsi, la procession de l'eucharistie était, au XIIIe siècle, effectuée avec cette hymne. Les manuscrits anciens indiquent que, de plus en plus, le répertoire fut enrichi avec les Anima Christi, Adoro te devote, Panis Angelicus et cette Pange lingua issue de l'office du Saint-Sacrement. Si l'auteur des textes de ces trois dernières fut identifié à saint Thomas d'Aquin, il ne fut pas leur compositeur et il s'agirait des contrafacta, ce que le manuscrit 1143 suggère. En fait, avant la rédaction définitive à la Contre-Réforme, il y avait beaucoup de variantes de mélodie, y compris les chants en usage à Liège, composés par sainte Julienne de Cornillon.

### Fête du Corpus Domini ou Fête-Dieu
La fête du Corpus Christi était, à l'origine, une liturgie locale. À la suite d'une demande de saint Julienne de Cornillon, qui avait composé un office du Corpus christi, le prince-évêque de Liège Robert de Thourotte institua cette fête en 1246. La composition de l'office et de la messe avait été autorisée par Hugues de Saint-Cher, qui défendait toujours la dévotion de sainte Julienne depuis 1240.
En dépit de l'opposition par certains adversaires, le soutien du cardinal-légat Hugues de Saint-Cher se maintint jusqu'au trépas de sainte Julienne en 1258. Le 26 avril 1252, il accorda une indulgence lors de la Fête-Dieu. Dans la même année, cette attribution fut évoluée encore le 29 décembre.
Puis l'universalisation de la fête liturgique par le pape Urbain IV suivit en 1264. Archidiacre de Liège depuis 1241, Jacques Pantaléon (le futur Urbain IV) écoutait et partageait la dévotion de sainte Julienne, mais sans la rencontrer. Il est normal qu'élu pape en 1261, il voulût promouvoir l'office du Saint-Sacrement. Un événement dramatique favorisa son projet,, qu'il partageait avec saint Thomas d'Aquin, lequel était chargé de préparer de nouveaux textes pour l'office divin. C'était le miracle du Corporal qui apparut à Bolsena en 1263. Lorsqu'un prêtre ayant eu des doutes sur la transsubstantiation célébra une messe, quelques gouttes de sang commencèrent à jaillir de l'hostie à l'autel de l'église Santa Cristina, au moment de la consécration. Ce village ne se situe qu'à une distance de 20 km d'Orvieto où résidaient Urbain IV et saint Thomas. 

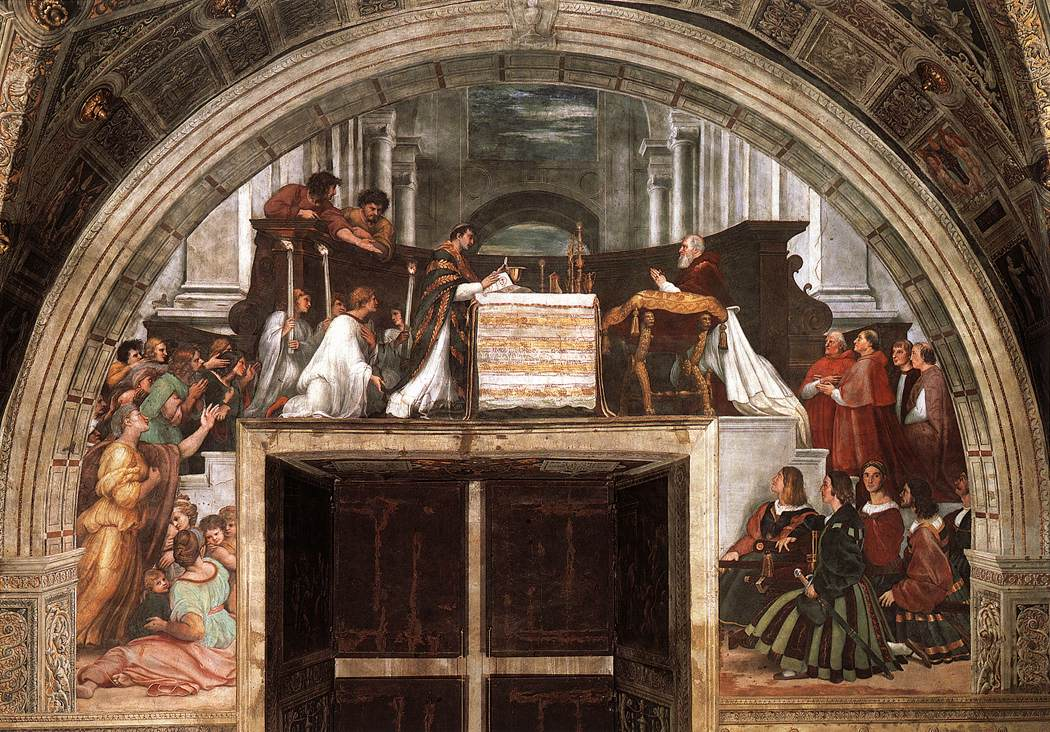
La Messe de Bolsena (1512 - 1514) de Raphaël (fresque dans la chambre d'Héliodore du palais du Vatican).

Le pape institua la fête du Corpus Christi pour l'Église universelle, par la bulle Transiturus de hoc mundo (11 août 1264). . On remarque qu'il s'agissait déjà de l'une des fêtes les plus importantes, en raison des vêpres en vigiles et de l'octave ainsi que de tous les offices de la liturgie des Heures,.  
Ce qui reste important est que le pape ait fait expédier des copies de l'office de la Fête-Dieu, qui étaient théoriquement ceux que saint Thomas d'Aquin avait composés. Ceux qui concernent étaient documentés. Urbain IV fit envoyer, d'abord, le 11 août, jour de l'institution, un exemplaire au patriarche latin de jérusalem Guillaume II d'Agen († 1270). Cette fonction était ancien titre d'Urbain IV. Puis ce dernier expédia, le 7 septembre 1264, à l'évêque de Liège Henri de Gueldre une autre bulle qui annonçait l'institution de la Fête-Dieu. Celle-ci se conserve à la bibliothèque nationale de France (manuscrit latin 9298),. Encore expédia-t-il le lendemain une lettre destinée à Ève, amie et collaboratrice de feue sainte Julienne de Cornillon, qui était recluse à Liège ce jour-là. Le texte critique de cette lettre fut établi par Dom Cyrille Lambot en 1948. Il est très rare qu'un pape fasse expédier ce type de lettre. D'ailleurs, Urbain IV voulait que l'office, fourni à Orvieto, soit utilisé au diocèse de Liège. En effet, d'après ces documents, le texte de nouvel office aussi était emporté (« sub bulla nostra mittimus interclusa »). Or, aucune copie de cet office du Saint-Sacrement ne reste, ce qui empêche d'identifier le texte envoyé. Mais la bulle de l'institution du 11 août précisait ceux qui avaient été composés : « cum novem [neuf] lectionibus, cum responsoriis, versiculis, antiphonis, psalmis, hymnis et orationibus » avec une propre messe. La même précision se trouve dans la bulle adressée à l'évêque de Liège. Tels étaient préparés, théoriquement selon les études, par saint Thomas d'Aquin.

### Études de Thomas d'Aquin à Orvieto

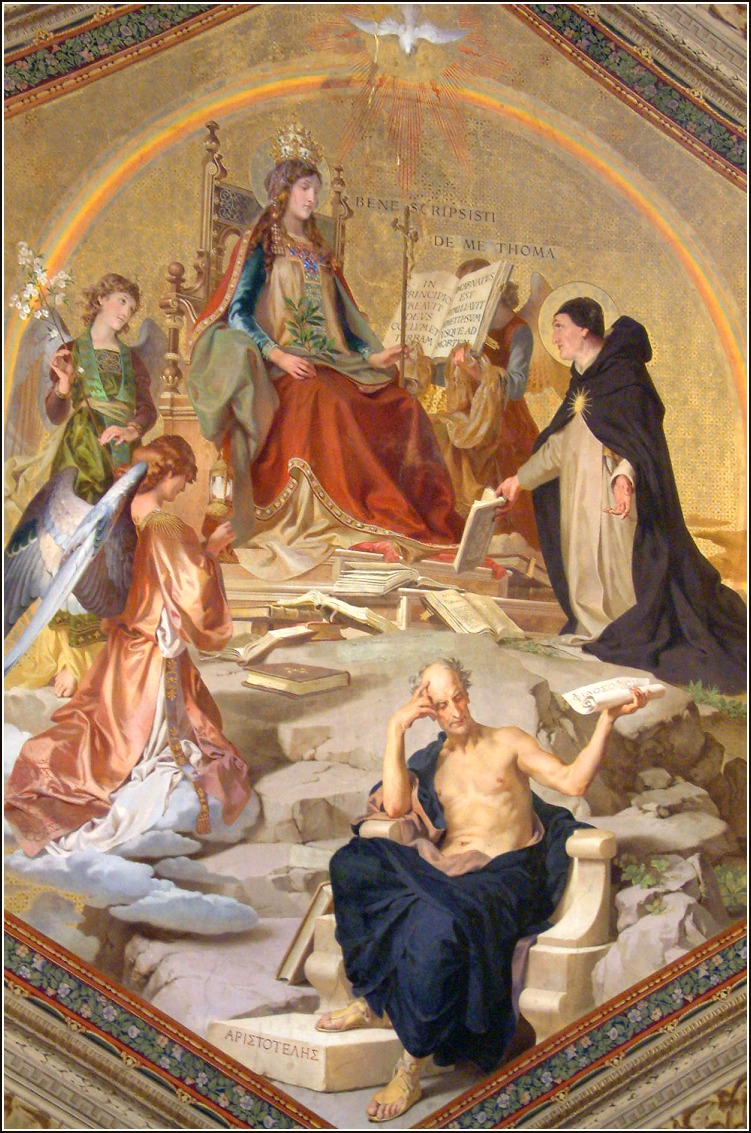
Saint Thomas d'Aquin et Aristote (fresque de Ludovico Seitz au musée Pio-Clementino).
Voir aussi : Benoît XVI, Audience générale du 2 juin 2010 Saint Thomas d'Aquin.

De nos jours, est bien établie la collaboration étroite de saint Thomas d'Aquin avec le pape Urbain IV, sur le sujet du Saint-Sacrement. De 1261 à 1265, il fut à Orvieto où le Saint-Père séjournait. À la suite de la demande d'Urbain IV, il y composa des textes liturgiques en faveur de la fête du Corpus Domini,. Il est assez important que l'un des défenseurs de sainte Julienne de Cornillon, Hugues de Saint-Cher, eût rencontré Thomas d'Aquin à Cologne en 1251. À partir de 1254, ce Dominicain demeurait à Rome, et au service d'Urbain IV, il décéda en 1263 à Oviedo à laquelle le pape et Thomas d'Aquin demeuraient. Donc, la composition de saint Thomas ne fut pas effectuée sans rapport avec Liège.  
On manque de document qui précisait la raison pour laquelle Urbain IV avait chargé à saint Thomas de composer de nouveaux textes. Toutefois, si l'on analyse l'office de sainte Julienne, il y a une caractéristique moindre. L'office Animarum cibus se composait de la théologie du siècle précédent et n'était pas nécessairement adapté aux dogmes récents, par exemple la transsubstantiation qui avait été adoptée au quatrième concile du Latran tenu en 1215. Puis, l'idée théologique du Saint-Sacrement n'y est pas systématiquement présentée. Ensuite, son caractère est surtout spirituel au lieu de théologique, sans doute sous influence des œuvres de saint Augustin d'Hippone que sainte Julienne appréciait. Enfin, son latin employé était rustique ou un latin local. 
D'ailleurs, des chercheurs considèrent que saint Thomas d'Aquin élabora plus tard ses œuvres et que le dit Office C qui se commence avec le verset Sacerdos in æternum , texte actuellement en usage, serait une version tardive. Et selon eux, le dit Office B Sapiencia ædificavit sibi, duquel l'utilisation se trouvait 
auprès des monastères, était issu du fruit de travail de saint Thomas à Orvieto. Un gros problème existe pour le vérifier. Aucun manuscrit autographe ne reste sur le sujet de l'office du Saint-Sacrement. Pour l'Office C, le manuscrit latin 1143 de la bibliothèque nationale de France est aujourd'hui un bon témoin (voir ci-dessous). Au contraire, l'Office B se composait, essentiellement et directement, des textes bibliques. D'où, il est difficile à établir l'auteur de l'Office B, en faisant les comparaisons à d'autres écritures de Thomas d'Aquin.
Au XXe siècle, l'auteur de l'Office B était toujours disputé, à la suite des découverts de plusieurs manuscrits importants, qui avancèrent les études. En dépit des recherches scientifiques très détaillées de chaque texte et de chaque mélodie, leur conclusion est divisée. Il existe assez beaucoup de similitude entre l'Office B et l'Office C alors que, dans le B, l'idée d'Aristote, qui avait profondément inspiré ce théologien, n'est pas nécessairement évidente. De plus, la continuité avec l'Office A, auparavant négligée, aussi se trouva. En bref, il est trop tôt pour conclure.

### Diffusion progressive
L'un des témoignages les plus anciens de l'institution de la Fête-Dieu, et ayant le rapport avec saint Thomas d'Aquin, se conserve auprès de la bibliothèque nationale de France. Il s'agit du manuscrit latin 1143, copié entre 1301 et 1325 . De sa nature, c'est un livre de chant, en notation à gros carrés en quatre lignes, typique de la notation grégorienne de l'époque. Son usage était précisé au début, sur le folio 1v, Officium nove sollempnitatis Corporis Domini Jesus Christi celebrant singlis annis feria quinta post octavam penthecostes, qui indique l'utilisation pour la Fête-Dieu. Tout comme d'autres livres médiévaux, celui-ci manque de nom d'auteur. Ses textes n'étaient pas identiques à ceux de nos jours. Ainsi sur le folio 2r, on voit la notation de l'hymne Pange lingua [..un mot..] gloriosi corporis. En marge, on voit une note : A[ntienne] Pange lingua gloriosi prœlium.... Cet ajout indique que l'hymne Pange lingua de saint Thomas est un contrafactum de la version ancienne de Venance Fortunat, en utilisant sa mélodie. Ces folios se couvrent de nombreuses notes que quelqu'un ajouta et qui précisaient l'origine des mélodies. D'autres chants, qui concernent Thomas d'Aquin, sont la Sacris solemniis (folios 4r - 4v) et la Lauda Sion (folios 19v - 22v). Avec une version du Magnificat, il semble que le livre fût en usage pour la messe et les vêpres. Selon l'étude de Vincent Corrigan, ce manuscrit serait la source de l'office du Saint-Sacrement pour le rite romain, qui peut être attribué à saint Thomas d'Aquin. En ce qui concerne la mélodie, elle était parfois différente de la version actuelle. 
Contrairement à ce qui était diffusé, il est certain que l'usage des œuvres de Thomas d'Aquin fut de plus en plus établi. Ainsi, le premier Missale lugdunense imprimé et selon le rite lyonnais, qui fut publié à Lyon en 1487, ne contenait pas la séquence Lauda Sion. Cette dernière se trouve par contre dans l'édition de 1510. L'usage pour la Fête-Dieu établi, on ajouta donc plus tard, sur un exemplaire de l'édition de 1487, quelques mots à la main : « Prosa : Lauda Sion Salvatorem & ... » [manuscrit en ligne]. En fait, la plupart des missels selon la liturgie locale, qui se trouvent dans toutes les archives européennes, commencèrent à contenir cette séquence dès 1485 environ, ce qui coïncidait sa nouvelle confirmation donnée par le pape Sixte IV († 1484).

### Trois compositions de l'office du Saint-Sacrement

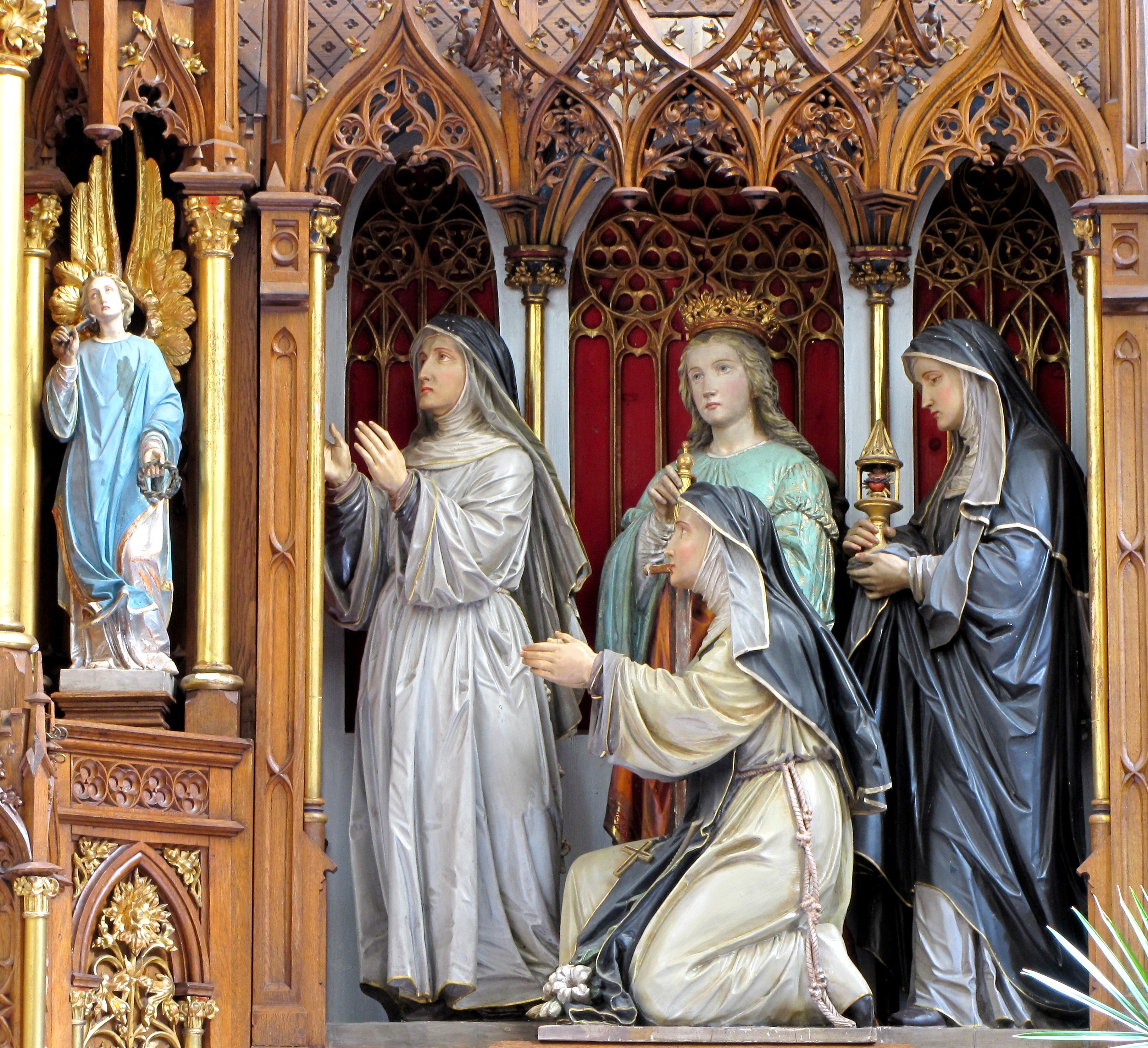
Sainte Julienne (église de la Providence de Ribeauvillé en Alsace).
Voir aussi : Benoît XVI, Audience générale du 17 novembre 2010 Sainte Julienne de Cornillon.

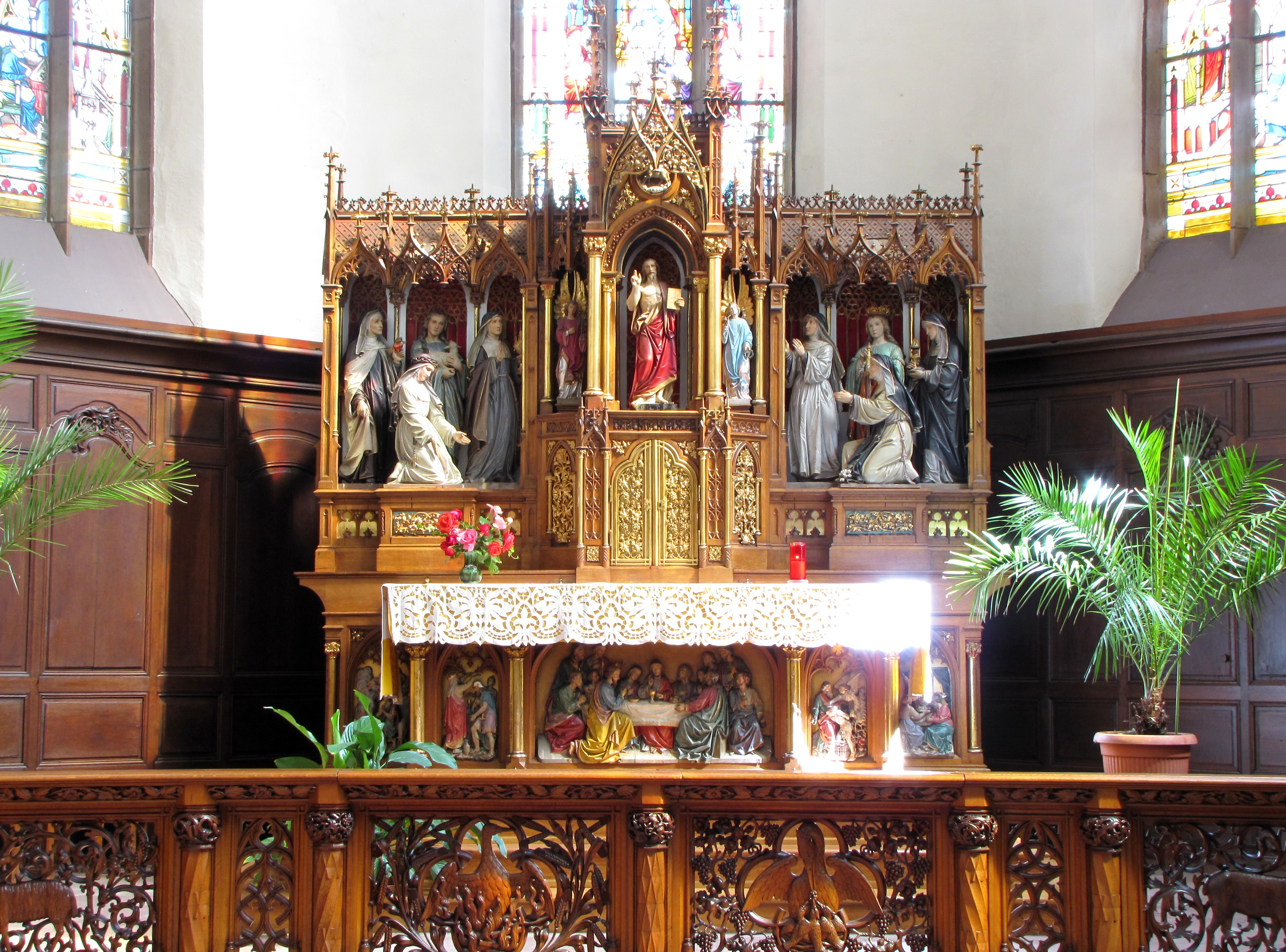

De nos jours, les chercheurs connaissent bien les raisons pour lesquelles leur usage fut empêché.  
À vrai dire, avant la composition de la version de saint Thomas d'Aquin, le diocèse de Liège disposait son propre office du Saint-Sacrement. Car, avec son éducation de qualité qu'elle reçut, sainte Julienne de Cornillon était capable de composer tant le texte sacré que la mélodie. Mais elle trouva un collaborateur, frère Jean de l'abbaye du Mont-Cornillon pour fournier son propre office du Saint-Sacrement. Une fois l'approbation de l'autorité donnée, ils composèrent le premier office du Saint-Sacrement, qui se composât du Magnificat, de la Vexilla Regis, du Nunc dimittis, des offices de l'Ascension et de saint Lambert de Maastricht ainsi que de l'invitatoire Christum regum Regem adoremus Dominum. En bref, elle possédait un immense talent musical, mais avec une bonne et correcte connaissance sur la liturgie. Il faut remarquer que la composition de l'office précédait l'institution de la Fête-Dieu. Puis leur travail pour la composition de l'office fut soutenu par Hugues de Saint-Cher, un Dominican important, enfin cardinal. Et c'était lui qui autorisa la composition de l'office et de la messe du Saint-Sacrement. Cet office du Saint-Sacrement s'appelait Animarum cibus d'après l'incipit,.
Dans cette circonstance de l'institution, il est normal que la composition pour le rite romain par saint Thomas n'ait pas pu remplacer l'office de sainte Julienne, qui était encore en usage dans les années 1320,. De nos jours, les chercheurs considèrent que la coexistence des offices (A, B et C) se continua, en réalité, jusqu'à la rédaction définitive des textes, à la suite du concile de Trente,.  
En outre, les religieux auprès de monastères trouvèrent que ces deux offices n'étaient pas adaptés à leur usage. Car, ceux-ci étaient destinés aux paroisses, tous les deux. Ils considéraient qu'en faveur des offices monastiques, la version de Liège était insuffisante. Par conséquent, ces moines, notamment Cisterciens, composèrent eux-mêmes de nouveaux textes, essentiellement issus de la Bible. En comparaison de l'office de sainte Julienne, sans doute réflexion de la théologie ancienne d'Hugues de Saint-Victor, de Jacques de Vitry et d'Alger de Liège, cette version monastique s'illustre de plus de contemplation. D'où, on a une hypothèse pour attribuer cet office à l'écriture initiale de saint Thomas à Orvieto, mais sans indices concrètes.

### Usage incertain de l'office romain par saint Thomas d'Aquin
Alors, l'œuvre de saint Thomas d'Aquin était-elle hors d'usage ? Le répons Paratum panem inédit, composé par saint Thomas en faveur de la Fête-Dieu mais jamais publié, fut découvert dans un manuscrit issu des archives de l'abbaye Saint-Vaast d'Arras. Il s'agissait d'un répons dans l'optique de remplacer l'œuvre de sainte Julienne de Cornillon, mais copié au début du XIVe siècle. Or, dans d'autres archives, rien ne se trouve, avec certitude pour confirmer l'usage de l'office de saint Thomas, avant sa canonisation en 1323. (Il était même condamné auparavant à Paris et à Oxford.) De plus, la Fête-Dieu n'eut pas lieu sans difficulté. En dépit de la recommandation formelle de Clément V en 1311 et de Jean XXII en 1317 pour l'Église universelle, la pratique de la Fête-Dieu ne fut pas établie, sauf en France, en Allemagne, en Hongrie et en Italie du Nord,. Certes, en 1304, le chapitre général de l'ordre des Prêcheurs avait discuté sur ce sujet. Cependant, son adoption ne fut pas tenue même en 1318, après la confirmation de Jean XXII. Finalement en 1322 à Vienne, elle fut adoptée,. Or ces Dominicains n'étaient autres que les successeurs de Thomas d'Aquin dans son ordre. Après cette longue hésitation, encore existait-il celle de texte à adopter, parmi l'office ancien de Liège, l'office monastique et l'office romain, ce qui provoqua l'absence de pratique. Le chapitre de Barcelone dénonça néanmoins en 1323 : « Il faut adopter l'office romain dans la mesure possible,. », peut-être l'effet de la canonisation de Thomas d'Aquin par Jean XXII, déclarée le 18 juillet 1323. Le chapitre de Barcelone présentait en effet la raison : « per venerebilem doctorem fratrem Thomam de Aquino editum, ut asseritur »...
Pourtant, il faut remarquer que le chapitre général ne savait pas si ce docteur était exactement l'auteur de l'office romain, étant donné que « ut asseritur » signifie « dit-on »,. Seulement cinquante ans après son trépas, le théologien était déjà tombé dans l'oubli.

### Contre-Réforme
En faveur de l'office du Saint-Sacrement, la Contre-Réforme suivant le concile de Trente était définitive. Car, la pratique du salut du Saint-Sacrement était si convenable pour lutter contre le protestantisme, qui nie toujours la présence réelle de Jésus-Christ dans l'hostie, que ce dogme était bien défendu par cette célébration,. En conséquence, la Fête-Dieu fut promue au rang de Pâques et de Pentecôte.  
Dans le cadre de cette Contre-Réforme, Thomas d’Aquin aussi obtint un rôle symbolique et incontestable, avec les textes attribués par l'autorité. C'était le cardinal Thomas de Vio († 1534) qui étudia profondément les œuvres de Thomas, notamment la Somme théologique, dans l'optique d'écraser les 95 thèses de Luther. Ensuite, le pape Pie V déclara en 1567 que ce théologien est l'un des docteurs de l'Église. Dorénavant, ses œuvres étaient enseignées, sous la protection du Vatican, auprès des établissements pontificaux, tel le collège pontifical grec de Rome. Enfin, la séquence Lauda Sion, quant à elle, fut enregistrée en 1570 dans le premier missel romain. Aussi, dans le rite romain, les compositions de ce Dominicain furent-elles en définitive intégrées. Or, l'auteur des textes était toujours disputé. Par exemple, il fallait attendre les études de Noël Alexandre († 1724) pour que saint Thomas d'Aquin soit définitivement identifié en tant qu'auteur de la Lauda Sion.
Il est à noter que, dans le rite tridentin, l'hymne Pange lingua était chantée, de même, aux matines de la fête de la Croix, le 14 septembre [Breviarium Romanum cum Psalterio proprio et officiis sanctorum ad usum cleri Basilicæ Vaticanæ Clementis X (1674)].

### Manuscrits les plus anciens de l'office du Saint-Sacrement
De nos jours, on compte un certain nombre de manuscrits anciens, dans les archives, qui possèdent cependant des caractéristiques différentes, :
- manuscrit KB70.E.4 de la bibliothèque royale de La Haye (XIIIe siècle)
- cette version, qui est très différente de celle de Thomas d'Aquin, serait la première version qui fut composée par sainte Julienne de Cornillon, dit Office A ou Animarum cibus (incipit)[cc 34] (liste d'incipit de pièces : voir [cc 35])

Il existe deux manuscrits en tant que prototype de l'office du Saint-Sacrement romain (issu des écritures de saint Thomas d'Aquin, dit Office C ou Sacerdos in æternum) :
- manuscrit latin 1143 de la bibliothèque nationale de France (entre 1301 et 1325)
- [manuscrit en ligne] (liste d'incipit de pièces : voir [cc 36])
- manuscrit Vault 091 R263 1343 auprès de Harold B. Library de l'université Brigham Young (copié en 1343 pour l'archevêque de Cantorbéry Jean de Stratford)[32]
- assimilé au manuscrit 1143, mais avec quelques mélodies différentes ; copie à partir de plusieurs manuscrits existants (liste d'incipit de pièces : voir [cc 37])

Il est à noter que ces derniers manuscrits indiquent que, contrairement à ce que l'on diffusait, saint Thomas d'Aquin écrivit l'hymne Pange lingua entière et non son extrait Tantum ergo.
Ce qui demeure méconnu est l'existence d'un autre office, qui se caractérisait des textes bibliques, dit Office B ou Sapiencia ædificavit selon l'incipit. Méconnu, parce qu'il n'eut pas été autorisé par le cardinal Hugues de Saint-Cher, sans doute non plus par le Saint-Siège, mais apparut en faveur de l'usage auprès des monastères. En effet, les religieux, notamment Cisterciens qui adoptèrent la Fête-Dieu très tôt, n'étaient pas contents de l'office de Liège, destiné aux paroisses. Ses témoignages sont :
- manuscrit D.E.I. 7 du monastère de Strahov à Prague (bréviaire du XIIIe siècle, folios 213v - 220v sans doute ajoute du XIVe siècle[33])
- liturgie monastique avec 4 nocturnes ; composition complète pour l'office monastique[cc 2],[d 4]. (liste d'incipit de pièces : voir [cc 39])
- manuscrit 1974 de la bibliothèque municipale de Troyes (issu de l'abbaye Saint-Pierre de Montier-la-Celle)
- bréviaire bénédictin dont le répertoire de l'office du Saint-Sacrement est proche du manuscrit de Strahov[d 4],[cc 2]

D'autres manuscrits, qui restent la plupart des cas, manifestent que l'adoption de cet office fit y ajouter tardivement quelques folios supplémentaires, consacrés aux célébrations de la Fête-Dieu :
- manuscrit 139 de la bibliothèque royale de Belgique (livre originel copié après 1269, ajoute tardive ; manuscrit dominicain restant le plus ancien)
- le manuscrit, qui contient de la messe de Thomas d'Aquin qui fut ajoutée sans doute après 1323, (folios 111r - 113v[cc 41]) à la fin de la section du Corps Christi (folios 100v - 114v) ainsi que la messe Corpus Christi (162r - 163v), reste très particulier avec un peu de partie commune avec le manuscrit Bnf 1143[cc 42],[d 5] ; la composition originale de ce manuscrit demeurait une liturgie locale et n'était pas identique à d'autres manuscrits[cc 1].
- manuscrit 134 de la bibliothèque de l'université de Graz (initialement vers 1280 à l'abbaye de Lambach, ajoute tardive)
- folios 241 - 246 ajoutés, avec le texte des complies qui reste unique dans les manuscrits les plus anciens ainsi que le texte complet de la Pange lingua et la notation de la Sacris sollempniis[cc 43] (liste d'incipit de pièces : voir [cc 44])
- manuscrit latin 755 de la bibliothèque nationale de France (Innocent III, Lectionarium officii capellæ papalis, vers 1253 ; folios ajoutés 367 - 382 entre 1264 et 1296)
- [lire en ligne] manuscrit qui était sans doute en usage à la chapelle du Saint-Siège et qui contient de quelques pièces de tous les dits Offices A, B et C, ce qui demeure, celui-ci aussi, très particulier[cc 45] ; rubrique In solemptare Corpus Christi Jesu Christi ad matutinum[cc 46]

Encore la comparaison avec d'autres manuscrits permet-elle de conclure que même les manuscrits de l'office romain connaissaient de nombreuses variantes et que la version universelle ne fut établie que tardivement et progressivement. Surtout, leurs mélodies furent fixées plus tard.

### Publication de l'office du Saint-Sacrement
À partir du XVIIe siècle, la publication devint importante sur ce sujet, grâce à l'évolution de l'impression. D'une part, il s'agissait de celle des hymnes eucharistiques, qui sont désormais officiellement attribués à saint Thomas d'Aquin, dont le nom de l'auteur imprimé sur la couverture. Cela contribua à diffuser les textes de ce docteur de l'Église. D'autre part, c'était pareillement celle de l'office du Saint-Sacrement, normalement intitulée Officium Corporis Christi de Festo et per octavam. En France, son titre était donc l’Office du Saint-Sacrement pour le jour de la feste et toute l'octave. Il est à remarquer que cette publication était favorisée surtout par les Jésuites, dont la fondation et l'approbation du Vatican avaient été tenues au siècle précédent, dans le cadre de la Contre-Réforme.
Voir les textes : Livres anciens.

### Tendance au XIXe siècle
Le XIXe siècle connut une immense évolution de pratique du Saint-Sacrement. D'une part, dans les pays où le catholicisme était dominant, de nombreux musiciens composèrent leurs motets réservés au Saint-Sacrement ou à ses offices. Non seulement de grands compositeurs mais aussi des organistes moins connus écrivaient leurs œuvres, qui étaient réservées à leur paroisse. Ainsi, le célèbre motet Panis angelicus de César Franck fut composé, à l'origine, pour sa messe à trois voix, et en qualité de organiste à la basilique Sainte-Clotilde de Paris. 
D'autre part, l'office du Saint-Sacrement était notamment promu au Royaume-Uni. Sous influence des Jésuites et des moines de la congrégation de l'Oratoire, qui étaient chargés de soutenir les paroisses, l'Adoration était recommandée. De plus, parfois, manque de prêtres, les fidèles devaient se contenter d'adorer le Saint-Sacrement, au lieu de la communion. De nombreuses Tantum ergo et O salutaris y étaient en usage tandis que la composition de nouvelles mélodies se continuait dans tout ce siècle. Dans cette optique, le motet Tantum ergo a cappella de Giovanni Pierluigi da Palestrina était très apprécié par les fidèles anglais.  

### 600e anniversaire de la Fête-Dieu
Le jeudi 11 juin 1846 s'illustrait du 600e anniversaire de la Fête-Dieu. En faveur de cet événement, qui fut célébré à la basilique Saint-Martin de Liège, l'autorité avait demandé à Felix Mendelssohn de composer une cantate particulière, selon le texte de la séquence Lauda Sion. Cette œuvre y fut exécutée, en grande pompe, le jour de la Fête-Dieu. En admettant que le choix de compositeur, qui appréciait vraiment le catholicisme, ne fût pas mauvais et que Mendelssohn l'eût composée avec tout cœur (l'année suivante, il décédera), son œuvre tomba tout de suite dans l'oubli. En effet, les fidèles ayant assisté à l'anniversaire avaient trouvé que la qualité de la séquence traditionnelle en plain-chant, chantée pour la procession, était beaucoup meilleure. Témoignage symbolique, les célébrants préfèrent, jusqu'ici, en faveur de l'office du Saint-Sacrement, les chants traditionnels en grégorien, telles la Lauda Sion, la Tantum ergo.

### Tendance actuelle
À la suite du concile Vatican II, tous les chants réservés au Saint-Sacrement devinrent facultatifs. En effet, si le rite romain garde quatre séquence pour la messe, elles sont facultatives hormis Pâques et Pentecôte. Cela signifie cependant que le choix de textes (chants) est dorénavant libre.
Or la tradition ne fut pas perdue. Ainsi, on s'aperçoit que quatre chants eucharistiques furent chantés en latin, le 14 juin 2020 à la basilique Saint-Pierre du Vatican, en faveur de la messe de la Solennité du Saint-Sacrement du corps et du sang du Christ (Fête-Dieu) qui fut présidée par le pape François. Il s'agissait, d'abord, de la Lauda Sion en grégorien avant la lecture de l'Évangile. Sitôt la messe terminée, l’Adoro te devote en plain-chant, qui annonça le commencement de l'Adoration et de la Bénédiction du Saint-Sacrement, était ensuite suivie de la Tantum ergo et du psaume 116 Laudate Dominum, omnes gentes. La seule Tantum ergo fut chantée en version contemporaine.
De nos jours, si la tendance favorise l'office du Saint-Sacrement plus simple, se garde toujours la pratique de cet office. Il est souvent tenu, aux paroisses, en langue vulgaire avec les texte et chants composés après la réforme selon le concile Vatican II. Mais, à la fin, lors de la Bénédiction, la solennelle Tantum ergo en grégorien est tout à fait préférée.
Par ailleurs, aux sanctuaires, la pratique de cet office demeure importante. Ainsi, au sanctuaire de Lourdes, il s'agit de la manière en procession, procession eucharistique. Dans cette optique, le maître de chapelle Jean-Paul Leçot composait et compose de nombreux chants en latin et en plusieurs langues officielles. Son répertoire se caractérise de la facilité, qui adapte aux pèlerins. Au sanctuaire du Saint-Sacrement à Montréal, chaque jour l'office est tenu à 12h30 par les religieux des Fraternités monastiques de Jérusalem, dont la participation est ouverte à tous. Chant par les fidèles, telle est la tendance de nos jours, à la communauté de Taizé, au Mont Sainte-Odile, à la basilique Sainte-Anne d'Auray.

## Mise en musique
De nombreux musiciens composèrent leurs œuvres consacrées au Saint-Sacrement ou aux offices. Voir le chapitre de chaque article concernant. Par exemple :
- Ave verum corpus, y compris Ave verum corpus (Mozart)

#### Dictionnaires
- Robert Le Gall, Dictionnaire de liturgie : Saint-Sacrement ; Adoration ; Transsubstantiation ; Fête-Dieu

#### Site du Vatican
- Urbanus IV, bulla Transiturus de mundo, Datum apud Urbem veterem, II idus augusti, anno tertio (le 11 août 1264) : [lire en ligne]
- Jean-Paul II, Lettre à l'évêque de Liège, Mgr Albert Houssiau, à l'occasion du 750e anniversaire de la fête du " Corpus Domini " (le 28 mai 1996) [lire en ligne]
- Jean-Paul II, homélie pour la célébration et la procession eucharistique lors de la solennité de la Fête-Dieu (le jeudi 10 juin 2004 à la basilique Saint-Jean-de-Latran) [lire en ligne]
- Brochure Santissimo Corpo e Sangue di Cristo, solennità, Santa Messa Adorazione e Benedizione Eucaristica, presiedute dal Santo Padre Francesco  (Fête-Dieu, le 14 juin 2020 à la basilique Saint-Pierre) [lire en ligne] :
p. 14 - 20 : séquence Lauda Sion
p. 45 : Adoro te devote : Adorazione e Benedizione eucaristica
p. 48 : Tantum ergo
p. 52 : Laudate Dominum, omnes gentes (Psaume 117  (116)) : Canto di reposizione (Il diacono ripone il Santissimo Sacramento nel tabernacolo.)

1. ↑  p. 14 - 52

#### Livres anciens
- S. Thomæ Aquinatis, Ecclesiæ Doctoris de sanctissimo Eucharistiæ Sacramento, Sequentia Lauda Sion Salvatorem, Augustæ Vindelic, 1614 [lire en ligne]
- Georgius Mayr († 1623), Officium Corporis Christi de Festo et per octavam latine et græce editum, ac Fraternitati Eucharisticæ Augstanæ dedicatum, Augustæ Vindelicorum, 1618 [lire en ligne]
- L'Office du S. Sacrement pour le jour de la feste, et toute l'octave, avec trois cent douze nouvelles Leçons, tirées des S. S. Pères, et Auteurs ecclésiastiques des douze premiers siècles, pour tous les jeudis de l'année : dans lesquelles on voit la tradition perpétuelle de l'Église sur le sujet de l'Eucharistie, nouvelle édition, Pierre Le Petit, Paris 1661 [lire en ligne]
- Étienne Lucas († 1707), Réponse à un livre intitulé " L'Office du S. Sacrement, ou Tradition de l'Église touchant l'Eucharistie, recueveillie des Saintes Pères et autres Auteurs Ecclésiastiques. Et divisées en cinquante-deux Offices, Charenton, Paris 1665 [lire en ligne]
- Breviarium Romanum cum Psalterio proprio et officiis sanctorum ad usum cleri Basillicæ Vaticanæ Clementis X, pars æstivalis, Sebastianus Mabre-Cramoisy, Paris 1674 [Pange lingua]
- L'Office du Saint Sacrement, pour le jour de la feste, et toute l'octave, avec trois cens douze nouvelles Leçons, tirées des S. S. Pères, et Auteurs Ecclésiastiques des douze premiers siècles, dans lesquelles on voit la Tradition perpétuelle de l'Église sur le sujet de l'Eucharistie. À l'usage de Rome et selon le nouveau bréviaire de Paris, nouvelle édition, tome I, Jean Villette et Fils, Paris 1734 [lire en ligne]
- L'Office du Saint Sacrement, pour le jour de la feste, et toute l'octave, acec trois cens douze nouvelles Leçons, ..., nouvelle édition, tome II, Jean Villette et Fils, Paris 1735 [lire en ligne]
- Jean Crasset († 1692), Entretiens de dévotion sur le Saint Sacrement de l'Autel, par le R. P. Crasset de la Compagnie de Jésus, nouvelle édition, Julien Lanier et C., Paris 1854 [lire en ligne]